# Distretto di Putyla
Il distretto di Putyla (in ucraino Путильський район?) era un distretto (rajon) dell'Ucraina, situato nell'oblast' di Černivci. Il suo capoluogo era Putyla. È stato soppresso con la riforma amministrativa del 2020.